# Francisco Barreto
Francisco Barreto (Faro, Portugal; 1520-Sena, Moçambic; 9 de juliol de 1573) va ser un militar i explorador portuguès d'Àfrica oriental i governador colonial.
Va néixer en una important família de Faro. El 1555 va ser nomenat 18è governador de l'Índia portuguesa, succeint a Pedro Mascarenhas. Va ostentar el càrrec fins que va tornar a Portugal el 1558, sent substituït per Constantino de Bragança.
Va ser nomenat general de les galeres del regne i el 1569 enviat a Moçambic com a governador provisional de Monomotapa, un regne africà ric en or que els portuguesos es proposaven conquistar. Va arribar a Moçambic en 1570 amb un exèrcit d'uns mil homes, però la conquesta va fracassar.
Barreto va morir durant la campanya, succeint-lo en el càrrec Vasco Fernandes Homem.
Les restes mortals de Francisco Barreto van ser més tard repatriades a Portugal. És considerat el pare d'Isabel Barreto, la primera dona almirall de la història de la navegació peninsular ibèrica.